# Osmakasaurus
Osmakasaurus – rodzaj ornitopoda z kladu Styracosterna żyjącego we wczesnej kredzie (walanżyn-alb) terenach obecnych Stanów Zjednoczonych. Holotyp to kość biodrowa i kręgi. Ornitopoda tego opisał pierwotnie Gilmore na początku XX wieku jako gatunek Camptosaurus depressus. W 2008 roku Carpenter i Wilson uznali tego dinozaura za drugi gatunek rodzaju Planicoxa. Analiza kladystyczna McDonalda i in. (2010) wskazała, że Planicoxa depressa to bardziej zaawansowany iguanodont niż Planicoxa venenica, więc należy uznać go za nowy rodzaj, co zostało uczynione w 2011 roku przez McDonalda.
Nazwa Osmakasaurus pochodzi od ósmaka ("kanion" w języku Indian Lakotów) i saurus (gr. "jaszczur"), co odnosi się do typowej lokalizacji w zachodniej Dakocie Południowej, miejsca zamieszkiwanego przez Lakotów. Nazwa gatunkowa znaczy "wklęsły" i odnosi się do budowy kości biodrowej.